# Watanabe Tsuyoshi
Watanabe Tsuyoshi (渡辺 剛 Watanabe Tsuyoshi, sinh ngày 5 tháng 2 năm 1997) là một cầu thủ bóng đá người Nhật Bản hiện đang thi đấu cho Kortrijk ở giải VĐQG Bỉ.

## Sự nghiệp cầu thủ
Watanabe sinh ngày 5 tháng 2 năm 1997 tại tỉnh Saitama. Anh gia nhập câu lạc bộ J1 League FC Tokyo năm 2018.

## Thống kê sự nghiệp
Cập nhật gần đây nhất: 28 tháng 2 năm 2019
| Thành tích câu lạc bộ | Thành tích câu lạc bộ | Thành tích câu lạc bộ | Giải vô địch | Giải vô địch | Cúp                   | Cúp                   | Cúp Liên đoàn | Cúp Liên đoàn | Tổng cộng | Tổng cộng |
| Mùa giải              | Câu lạc bộ            | Giải vô địch          | Số trận      | Bàn thắng    | Số trận               | Bàn thắng             | Số trận       | Bàn thắng     | Số trận   | Bàn thắng |
| Nhật Bản              | Nhật Bản              | Nhật Bản              | Giải vô địch | Giải vô địch | Cúp Hoàng đế Nhật Bản | Cúp Hoàng đế Nhật Bản | Cúp Liên đoàn | Cúp Liên đoàn | Tổng cộng | Tổng cộng |
| --------------------- | --------------------- | --------------------- | ------------ | ------------ | --------------------- | --------------------- | ------------- | ------------- | --------- | --------- |
| 2018                  | FC Tokyo              | J1                    | 0            | 0            | 0                     | 0                     | 0             | 0             | 0         | 0         |
| Tổng cộng sự nghiệp   | Tổng cộng sự nghiệp   | Tổng cộng sự nghiệp   | 0            | 0            | 0                     | 0                     | 0             | 0             | 0         | 0         |

## Thành tích đội dự bị
Cập nhật gần đây nhất: 28 tháng 2 năm 2019
| Thành tích câu lạc bộ | Thành tích câu lạc bộ | Thành tích câu lạc bộ | Giải vô địch | Giải vô địch | Tổng cộng | Tổng cộng |
| Mùa giải              | Câu lạc bộ            | Giải vô địch          | Số trận      | Bàn thắng    | Số trận   | Bàn thắng |
| Nhật Bản              | Nhật Bản              | Nhật Bản              | Giải vô địch | Giải vô địch | Tổng cộng | Tổng cộng |
| --------------------- | --------------------- | --------------------- | ------------ | ------------ | --------- | --------- |
| 2018                  | U-23 FC Tokyo         | J3                    | 3            | 0            | 3         | 0         |
| Tổng cộng sự nghiệp   | Tổng cộng sự nghiệp   | Tổng cộng sự nghiệp   | 3            | 0            | 3         | 0         |